# Élisabeth Gautier-Desvaux
Élisabeth Gautier-Desvaux est une archiviste et historienne française née le 28 janvier 1947.

## Biographie
Élève de l'École nationale des chartes, elle y obtient le diplôme d'archiviste paléographe en 1973 avec une thèse intitulée Les Manoirs du Perche.
Attachée à la Normandie, elle devient conservateur aux archives départementales du Calvados (1974-1979) puis prend la direction de celles de l'Orne (1979-1990) avant de revenir dans le Calvados comme directrice (1990-1992).
Elle prend alors des postes plus directement administratifs, comme inspectrice générale des Archives de France (1992-1995) et directrice régionale des affaires culturelles - de nouveau en Basse-Normandie (1995-2002) puis en Bretagne (2002-2005).
Elle termine sa carrière dans les Yvelines, où elle est de nouveau directrice des Archives départementales et des antiquités et objets d'art (2005-2012) et prend sa retraite en 2012.
Elle a publié de nombreux répertoires d'archives et des catalogues d'exposition sur l'histoire des lieux où elle était en poste, ainsi que quelques articles historiques et un manuel sur les archives sonores et audio-visuelles.
Vice-présidente des Amis du Perche de l'Orne, elle a apporté sa contribution scientifique dans la publication des Manoirs du Perche, 6e numéro de la collection hors-série de Pays du Perche (avril 2015, 128 pages).

## Distinctions
- Chevalière de la Légion d'honneur
- Commandeure de l'ordre des Palmes académiques
- Officière de l'ordre des Arts et des Lettres